# 837
837 (осемстотин тридесет и седма) година по юлианския календар е обикновена година, започваща в понеделник. Това е 837-ата година от новата ера, 837-ата година от първото хилядолетие, 37-ата година от 9 век, 7-а година от 4-то десетилетие на 9 век, 8-а година от 830-те години.